# Seer Gharbi

Localisation de Seer Gharbi (en bleu) à l'intérieur du district d'Abbottabad

Subdivisions des Seer Gharbi.

Le Seer Gharbi est une Union Councils du Pakistan, située  dans le District d'Abbottabad (Tehsil d'Havelian), dans la province de Khyber Pakhtunkhwa.

## Géographie
Le terrain est montagneux, la région est dans les contreforts de l'Himalaya. L'altitude, plus élevée que dans le reste du Pakistan, donne un climat plus froid que dans les terres situées au sud. Il y a habituellement  en hiver d'importantes chutes de neige qui rendent les déplacements difficiles et même bloquent les routes.
La ville de Changla Gali est dans le Seer Gharbi un secteur touristique. 
Il n'y a aucune grande ville en Seer Gharbi, c'est principalement un secteur rural montagneux, les villes les plus proches pour peuple en Seer Gharbi sont, Murree au sud, Abbottabad (la capitale de district au nord-ouest), Haripur (à l'est) aussi bien que Muzaffarabad au nord-est.